# 帶魚屬
帶魚屬（Trichiurus） 為帶魚科的一個屬。

## 種
其下現存物種包括：
- 珍帶魚 Trichiurus auriga Klunzinger, 1884
- 澳洲帶魚 Trichiurus australis Chakraborty, Burhanuddin & Iwatsuki, 2005.[2]
- 中國短尾帶魚 Trichiurus brevis Wang & You, 1992：又稱瓊帶魚。
- 恆河帶魚 Trichiurus gangeticus Gupta, 1966
- 白帶魚 Trichiurus lepturus Linnaeus, 1758：又稱日本帶魚、高鰭帶魚。
- 珠帶魚 Trichiurus margarites Li, 1992
- 南海帶魚 Trichiurus nanhaiensis Wang & Xu, 1992
- 澳洲短尾帶魚 Trichiurus nickolensis Burhanuddin & Iwatsuki, 2003
- 短尾帶魚 Trichiurus russelli Dutt & Thankam, 1966

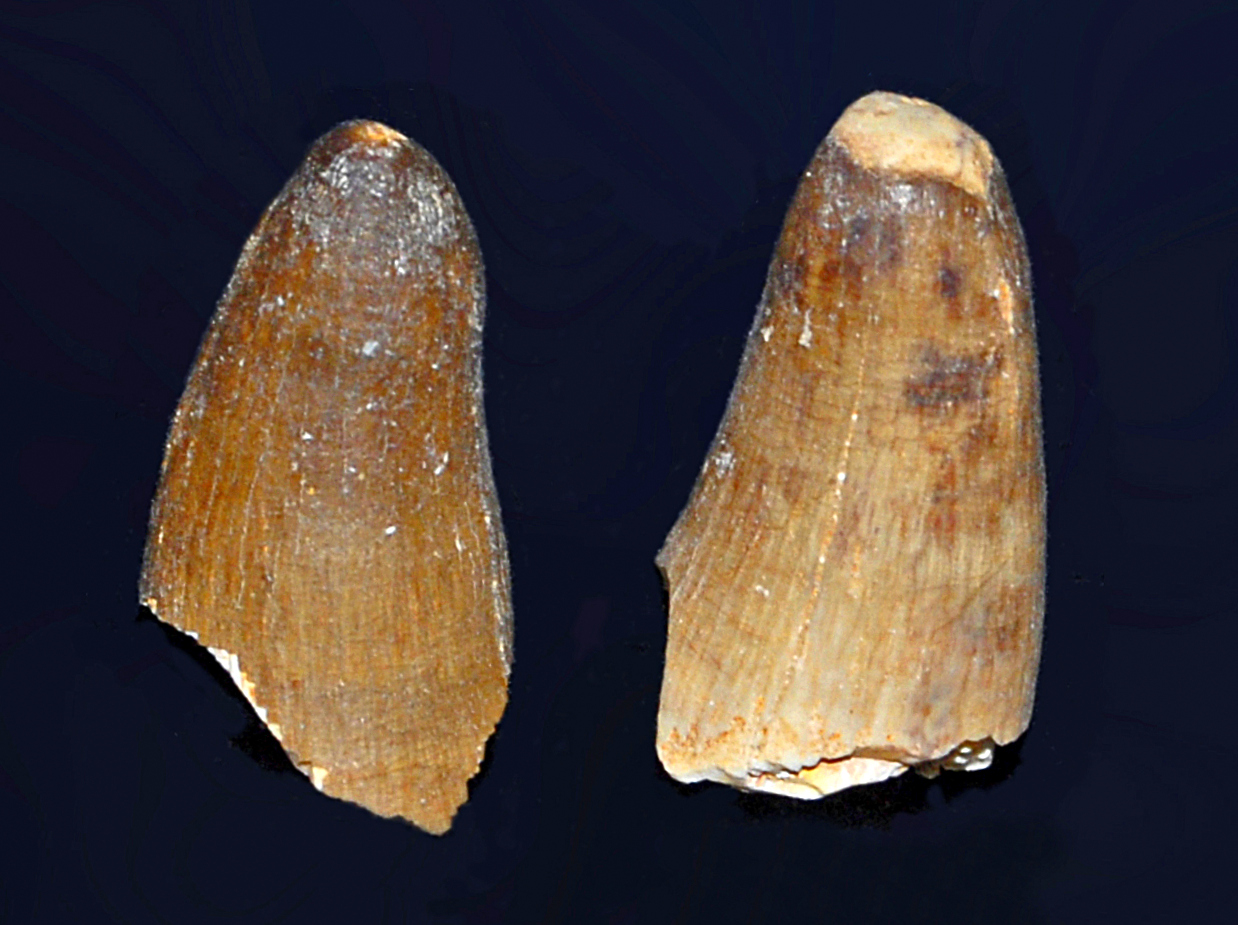
T. oshoshunensis的牙齒

此外Trichiurus oshoshunensis（Casier 1958）是一種已經滅絕的史前帶魚，生活在始新世到第四紀（4860萬年至1.2萬年）之間，始新世化石發現於南極洲、尼日利亞、英國、美國，中新世化石發現於哥斯達黎加、印度、墨西哥、巴拿馬、斯洛伐克，第四紀的化石發現於美國。